# 国家开发投资集团
国家开发投资集团有限公司（简称“国投”）是由中华人民共和国政府国有的投资控股公司，成立于1995年5月5日。国投注册资本338亿元。
截至2024年末，资产总额8760亿元，员工5万人。
2024年集团实现营业总收入1958亿元，利润总额256亿元。

## 业务框架
国投成立以来，不断完善发展战略，优化资产结构，构建了实业、金融服务业、国有资产经营“三足鼎立”的业务框架。实业重点投向电力、煤炭、港航、化肥等基础性、资源性产业及高科技产业；金融服务业重点发展金融、资产管理和咨询业务；国有资产经营业务取得重大进展，目前已有中国投资担保有限公司、中国纺织物资（集团）总公司、中国电子工程设计院、中国成套设备进出口（集团）总公司和中国高新投资集团公司等5家企业先后并入国投，同时国投已经完成了对中国包装总公司的托管工作。
全资及控股子公司19家；拥有三级以上全资和控股投资企业151家，其中9家控股上市公司：
- 国投电力(600886.SH)
- 国投中鲁(600962.SH)
- 国投资本(600061.SH)
- 中成股份(000151.SZ)
- 亚普股份(603013.SH)
- 神州高铁(000008.SZ)
- 美亚柏科(300188.SZ)
- 华联国际(00969.HK)
- 中新果业(5EG.SGX)

## 投资项目
- 二滩水电站
- 两河口水电站
- 国投罗钾：5.4亿元
- 2013年11月29日安信證券公告稱，國家開發投資公司將受讓公司大股東中國證券投資者保護基金所持57.25%的股權，轉讓價約94.36億元（人民幣，下同）；轉讓後國投公司成為安信第一大股東。